# Élections législatives françaises de novembre 1946 au Dahomey
Des élections législatives françaises au Dahomey se déroulent le 10 novembre 1946 afin d’élire un représentant dahoméen à l'Assemblée nationale française.
Sourou Migan Apithy, unique candidat à se présenter, est logiquement élu député du Dahomey pour 5 ans.

## Contexte
Il s'agit des premières élections législatives de la Quatrième République à se tenir en France et dans les territoires d'outre-mer, après l'adoption d'une nouvelle Constitution, approuvée par référendum en octobre 1946.
Contrairement aux deux précédentes élections, le gouvernement français décide de scinder la circonscription du « territoire Dahomey-Togo » en deux circonscriptions distinctes afin de permettre aux populations du Dahomey et du Togo d'être chacune représentée par un de ses concitoyens.
Sur les deux députés élus en juin dans l'ancienne double circonscription, Jacques Bertho (MRP) élu par le collège des citoyens ne se représente pas, tandis que Sourou Migan Apithy (UPD-RDA) élu par le collège des non-citoyens se représente.

## Système électoral
L'Assemblée nationale est composée de 618 sièges pourvus au scrutin proportionnel plurinominal suivant la règle de la plus forte moyenne dans le cadre départemental, sans panachage mais avec vote préférentiel. 
Un seul siège de député étant à pourvoir au Dahomey, l'élection se déroule au scrutin uninominal majoritaire à un tour. La loi française n°46-2151 du 5 octobre 1946 relative à l’élection des membres de l'Assemblée nationale supprime le système du double collège électoral dans la majorité des territoires d'outre-mer au profit d'un collège unique. 

## Résultats
|                           | Sourou Migan Apithy       | UPD-RDA                   | 32 977 | 100   | 1 |  |  |  |
|                           |                           |                           |        |       |   |  |  |  |
| Suffrages exprimés        | Suffrages exprimés        | Suffrages exprimés        | 32 977 | 98,22 |   |  |  |  |
| Votes blancs et invalides | Votes blancs et invalides | Votes blancs et invalides | 596    | 1,78  |   |  |  |  |
| Total                     | Total                     | Total                     | 33 573 | 100   | 1 |  |  |  |
| Abstentions               | Abstentions               | Abstentions               | 23 580 | 41,26 |   |  |  |  |
| Inscrits / participation  | Inscrits / participation  | Inscrits / participation  | 57 153 | 58,74 |   |  |  |  |